# Stevan Jovetić
Stevan Jovetić (Podgorica, 2. studenog 1989.) je crnogorski nogometaš i reprezentativni napadač koji trenutačno nastupa za Omoniju. U siječnju 2017. je Crnogorac otišao na posudbu u Andaluziju, nakon što je u prvoj polovici sezone 2016./17. u Seriji A odigrao svega 5 utakmica i sakupio 67 minuta u Milanu. U svom prvom dvoboju za Sevillu protiv Real Madrida je Jovetić zabio i svoj prvi pogodak.

## Vanjske poveznice
- Profil na Transfermarktu
- Profil na Soccerwayu